# Fernando Utimbo
Fernando Utimbo fue el rey de Corisco y los ndowe o benga.
Sucedió al rey Iyengte en 1886. Era católico devoto y muy fiel a España, por lo que fue muy apreciado por las autoridades civiles y militares, y también por las autoridades religiosas. Murió en 1906. Fue entonces cuando se reunificaron las dos ramas de la monarquía (Cabo San Juan y el norte de la isla) y su sucesor Santiago Uganda fue rey de todos los ndowes benga y de Corisco.